# APFA 1921
Die APFA Saison 1921 war die zweite Saison der US-amerikanischen Footballliga „American Professional Football Association“ (APFA), welche im darauffolgenden Jahr in die heute bekannte National Football League (NFL) umbenannt wurde. Meister wurden die im Vorjahr noch in Decatur beheimateten Chicago Staleys – ein Jahr später erfolgte die Umbenennung in Chicago Bears.
Jim Thorpe wurde schon vor der Saison als Präsident von Joseph Carr abgelöst, der bereits einige Erfahrungen bei der Führung einer Baseball-Liga hatte. Carr beschloss in dem Jahr auch schon einige minimale Regeln. So zählten zum Beispiel nur Spiele gegen andere APFA-Mannschaften in die Meisterschaftswertung.
Die Chicago Tigers traten nicht mehr an. Mit den Cincinnati Celts, Evansville Crimson Giants, Green Bay Packers, Louisville Breckenridges, Minneapolis Marines, New York Brickley Giants, Tonawanda Kardex und den Washington Senators kamen acht neue Mannschaften hinzu. Die Cleveland Tigers benannten sich in Cleveland Indians um, die Decatur Staleys in Chicago Staleys und die Detroit Heralds in Detroit Tigers.

## Saisonverlauf
Am Ende der 10. Spielwoche (Ende November 1921) führte die Mannschaft der Buffalo All-Americans die Tabelle mit acht Siegen und zwei Unentschieden vor den Chicago Staleys, die sieben Siege bei einer Niederlage aufwiesen, an.
Der Eigentümer und Manager der Mannschaft aus Buffalo, Frank J. McNeil, vereinbarte in der Gewissheit, dass er die Meisterschaft gewonnen hatte, noch zwei Spiele. Seiner Ansicht nach handelte es sich um Freundschaftsspiele, die nicht mehr zur Meisterschaft zählten. Am 3. Dezember 1921 besiegten die All-Americans Akron Pro in Buffalo. Anschließend fuhr die Mannschaft mit dem Nachtzug nach Chicago, um dort am nächsten Tag gegen die Staleys zu spielen. Die unausgeruhte Mannschaft verlor 7:10. In der folgenden Woche gewannen die Chicago Staleys gegen die Canton Bulldogs. Da nach Ansicht des Eigners der Staleys, George Halas, die beiden Spiele mit zur Meisterschaft zählten, hatten beide Mannschaften nun neun Siege und eine Niederlage. Unentschieden wurden nicht gewertet. Halas war weiterhin der Meinung, dass das zweite Aufeinandertreffen zweier Mannschaften wichtiger sei als das Erste und entscheidend für die Rangfolge. Dieser Meinung folgte die Eignerversammlung im Januar 1922 und erklärte die Chicago Staleys zum Meister. In der Folge wurde diese Episode als „Staley Swindle“ (Staley-Schwindel) bezeichnet, da sich die Mannschaft aus Buffalo um den Meisterschaftssieg betrogen fühlte.

## Tabelle
| Team                              | S | N | U | SQ    | P+  | P−  |
| --------------------------------- | - | - | - | ----- | --- | --- |
| Chicago Staleys                   | 9 | 1 | 1 | 0,900 | 128 | 53  |
| Buffalo All-Americans             | 9 | 1 | 2 | 0,900 | 211 | 29  |
| Akron Pros                        | 8 | 3 | 1 | 0,727 | 148 | 31  |
| Canton Bulldogs                   | 5 | 2 | 3 | 0,714 | 106 | 55  |
| Rock Island Independents          | 4 | 2 | 1 | 0,667 | 65  | 30  |
| Evansville Crimson Giants         | 3 | 2 | 0 | 0,600 | 89  | 46  |
| Green Bay Packers                 | 3 | 2 | 1 | 0,600 | 70  | 55  |
| Dayton Triangles                  | 4 | 4 | 1 | 0,500 | 96  | 67  |
| Chicago Cardinals                 | 3 | 3 | 2 | 0,500 | 54  | 53  |
| Rochester Jeffersons              | 2 | 3 | 0 | 0,400 | 85  | 76  |
| Cleveland Indians                 | 3 | 5 | 0 | 0,375 | 95  | 58  |
| Washington Senators               | 1 | 2 | 0 | 0,333 | 21  | 43  |
| Hammond Pros                      | 1 | 3 | 1 | 0,250 | 17  | 45  |
| Cincinnati Celts                  | 1 | 3 | 0 | 0,250 | 14  | 117 |
| Minneapolis Marines               | 1 | 3 | 0 | 0,250 | 37  | 41  |
| Detroit Tigers                    | 1 | 5 | 1 | 0,167 | 19  | 109 |
| Columbus Panhandles               | 1 | 8 | 0 | 0,111 | 47  | 222 |
| Tonawanda Kardex                  | 0 | 1 | 0 | 0,000 | 0   | 45  |
| Louisville Breckenridges (Brecks) | 0 | 2 | 0 | 0,000 | 0   | 27  |
| Muncie Flyers                     | 0 | 2 | 0 | 0,000 | 0   | 28  |
| New York Brickley Giants          | 0 | 2 | 0 | 0,000 | 0   | 72  |

## Spiele
| Woche 1            | Woche 1                     | Woche 1 | Woche 1            |
| Datum              | Gast                        | Punkte  | Heim               |
| ------------------ | --------------------------- | ------- | ------------------ |
| 25. September 1921 | Columbus Panhandles (0–1–0) | 0:14    | Akron Pros (1–0–0) |

| Woche 2         | Woche 2                     | Woche 2 | Woche 2                           |
| Datum           | Gast                        | Punkte  | Heim                              |
| --------------- | --------------------------- | ------- | --------------------------------- |
| 2. Oktober 1921 | Hammond Pros (0–1–0)        | 0:17    | Buffalo All-Americans (1–0–0)     |
| 2. Oktober 1921 | Columbus Panhandles (0–2–0) | 13:42   | Dayton Triangles (1–0–0)          |
| 2. Oktober 1921 | Minneapolis Marines (0–1–0) | 0:20    | Chicago Cardinals (1–0–0)         |
| 2. Oktober 1921 | Cincinnati Celts (0–1–0)    | 0:41    | Akron Pros (2–0–0)                |
| 2. Oktober 1921 | Louisville Brecks (0–1–0)   | 0:21    | Evansville Crimson Giants (1–0–0) |
| 2. Oktober 1921 | Detroit Tigers (0–0–1)      | 0:0     | Rock Island Independents (0–0–1)  |

| Woche 3          | Woche 3                          | Woche 3 | Woche 3                           |
| Datum            | Gast                             | Punkte  | Heim                              |
| ---------------- | -------------------------------- | ------- | --------------------------------- |
| 9. Oktober 1921  | Akron Pros (3–0–0)               | 23:0    | Chicago Cardinals (1–1–0)         |
| 9. Oktober 1921  | Muncie Flyers (0–1–0)            | 0:14    | Evansville Crimson Giants (2–0–0) |
| 9. Oktober 1921  | Dayton Triangles (1–1–0)         | 7:10    | Detroit Tigers (1–0–1)            |
| 9. Oktober 1921  | Columbus Panhandles (0–3–0)      | 0:38    | Buffalo All-Americans (2–0–0)     |
| 9. Oktober 1921  | Hammond Pros (0–1–1)             | 7:7     | Canton Bulldogs (0–0–1)           |
| 10. Oktober 1921 | Rock Island Independents (0–1–1) | 10:14   | Chicago Staleys (1–0–0)           |

| Woche 4          | Woche 4                          | Woche 4 | Woche 4                           |
| Datum            | Gast                             | Punkte  | Heim                              |
| ---------------- | -------------------------------- | ------- | --------------------------------- |
| 16. Oktober 1921 | Columbus Panhandles (0–4–0)      | 9:35    | Cleveland Indians (1–0–0)         |
| 16. Oktober 1921 | New York Brickley Giants (0–1–0) | 0:55    | Buffalo All-Americans (3–0–0)     |
| 16. Oktober 1921 | Canton Bulldogs (0–0–2)          | 14:14   | Dayton Triangles (1–1–1)          |
| 16. Oktober 1921 | Rochester Jeffersons (0–1–0)     | 13:16   | Chicago Staleys (2–0–0)           |
| 16. Oktober 1921 | Akron Pros (4–0–0)               | 20:0    | Detroit Tigers (1–1–1)            |
| 16. Oktober 1921 | Cincinnati Celts (1–1–0)         | 14:0    | Muncie Flyers (0–2–0)             |
| 16. Oktober 1921 | Hammond Pros (1–1–1)             | 3:0     | Evansville Crimson Giants (2–1–0) |
| 16. Oktober 1921 | Rock Island Independents (1–1–1) | 14:7    | Chicago Cardinals (1–2–0)         |

| Woche 5          | Woche 5                          | Woche 5 | Woche 5                       |
| Datum            | Gast                             | Punkte  | Heim                          |
| ---------------- | -------------------------------- | ------- | ----------------------------- |
| 23. Oktober 1921 | Columbus Panhandles (0–5–0)      | 6:17    | Chicago Cardinals (2–2–0)     |
| 23. Oktober 1921 | Akron Pros (5–0–0)               | 3:0     | Canton Bulldogs (0–1–2)       |
| 23. Oktober 1921 | Rochester Jeffersons (0–2–0)     | 0:28    | Buffalo All-Americans (4–0–0) |
| 23. Oktober 1921 | Dayton Triangles (1–2–1)         | 0:7     | Chicago Staleys (3–0–0)       |
| 23. Oktober 1921 | Rock Island Independents (2–1–1) | 14:0    | Detroit Tigers (1–2–1)        |
| 23. Oktober 1921 | Minneapolis Marines (0–2–0)      | 6:7     | Green Bay Packers (1–0–0)     |
| 23. Oktober 1921 | Cincinnati Celts (1–2–0)         | 0:28    | Cleveland Indians (2–0–0)     |

| Woche 6          | Woche 6                          | Woche 6 | Woche 6                       |
| Datum            | Gast                             | Punkte  | Heim                          |
| ---------------- | -------------------------------- | ------- | ----------------------------- |
| 30. Oktober 1921 | Cleveland Indians (2–1–0)        | 2:3     | Dayton Triangles (2–2–1)      |
| 30. Oktober 1921 | Rock Island Independents (3–1–1) | 13:3    | Green Bay Packers (1–1–0)     |
| 30. Oktober 1921 | Detroit Tigers (1–3–1)           | 0:21    | Buffalo All-Americans (5–0–0) |
| 30. Oktober 1921 | Rochester Jeffersons (0–3–0)     | 0:19    | Akron Pros (6–0–0)            |
| 30. Oktober 1921 | Columbus Panhandles (0–6–0)      | 0:28    | Minneapolis Marines (1–2–0)   |

| Woche 7          | Woche 7                           | Woche 7 | Woche 7                          |
| Datum            | Gast                              | Punkte  | Heim                             |
| ---------------- | --------------------------------- | ------- | -------------------------------- |
| 6. November 1921 | Hammond Pros (1–2–1)              | 0:7     | Chicago Cardinals (3–2–0)        |
| 6. November 1921 | Evansville Crimson Giants (2–2–0) | 6:43    | Green Bay Packers (2–1–0)        |
| 6. November 1921 | Akron Pros (7–0–0)                | 21:0    | Columbus Panhandles (0–7–0)      |
| 6. November 1921 | Detroit Tigers (1–4–1)            | 9:20    | Chicago Staleys (4–0–0)          |
| 6. November 1921 | Dayton Triangles (2–3–1)          | 0:14    | Canton Bulldogs (1–1–2)          |
| 6. November 1921 | Cleveland Indians (2–2–0)         | 6:10    | Buffalo All-Americans (6–0–0)    |
| 6. November 1921 | Minneapolis Marines (1–3–0)       | 3:14    | Rock Island Independents (4–1–1) |
| 6. November 1921 | Tonawanda Kardex (0–1–0)          | 0:45    | Rochester Jeffersons (1–3–0)     |

| Woche 8           | Woche 8                          | Woche 8 | Woche 8                       |
| Datum             | Gast                             | Punkte  | Heim                          |
| ----------------- | -------------------------------- | ------- | ----------------------------- |
| 13. November 1921 | Canton Bulldogs (2–1–2)          | 7:0     | Cleveland Indians (2–3–0)     |
| 13. November 1921 | Hammond Pros (1–3–1)             | 7:14    | Green Bay Packers (3–1–0)     |
| 13. November 1921 | Akron Pros (7–0–1)               | 0:0     | Buffalo All-Americans (6–0–1) |
| 13. November 1921 | Rock Island Independents (4–2–1) | 0:3     | Chicago Staleys (5–0–0)       |
| 13. November 1921 | Detroit Tigers (1–5–1)           | 0:27    | Daytona Triangles (3–3–1)     |

| Woche 9           | Woche 9                       | Woche 9 | Woche 9                       |
| Datum             | Gast                          | Punkte  | Heim                          |
| ----------------- | ----------------------------- | ------- | ----------------------------- |
| 20. November 1921 | Green Bay Packers (3–1–1)     | 3:3     | Chicago Cardinals (3–2–1)     |
| 20. November 1921 | Columbus Panhandles (0–8–0)   | 13:27   | Rochester Jeffersons (2–3–0)  |
| 20. November 1921 | Akron Pros (7–1–1)            | 0:3     | Dayton Triangles (4–3–1)      |
| 20. November 1921 | Canton Bulldogs (2–1–3)       | 7:7     | Buffalo All-Americans (6–0–2) |
| 20. November 1921 | Cleveland Indians (2–4–0)     | 7:22    | Chicago Staleys (6–0–0)       |
| 21. November 1921 | Buffalo All-Americans (7–0–2) | 7:6     | Chicago Staleys (6–1–0)       |
| 21. November 1921 | Canton Bulldogs (3–1–3)       | 14:0    | Akron Pros (7–2–1)            |

| Woche 10          | Woche 10                  | Woche 10 | Woche 10                          |
| Datum             | Gast                      | Punkte   | Heim                              |
| ----------------- | ------------------------- | -------- | --------------------------------- |
| 27. November 1921 | Dayton Triangles (4–4–1)  | 0:7      | Buffalo All-Americans (8–0–2)     |
| 27. November 1921 | Green Bay Packers (3–2–1) | 0:20     | Chicago Staleys (7–1–0)           |
| 27. November 1921 | Cincinnati Celts (1–3–0)  | 0:48     | Evansville Crimson Giants (3–2–0) |
| 27. November 1921 | Canton Bulldogs (4–1–3)   | 15:0     | Washington Senators (0–1–0)       |

| Woche 11         | Woche 11                      | Woche 11 | Woche 11                         |
| Datum            | Gast                          | Punkte   | Heim                             |
| ---------------- | ----------------------------- | -------- | -------------------------------- |
| 3. Dezember 1921 | Akron Pros (7–3–1)            | 0:14     | Buffalo All-Americans (9–0–2)    |
| 3. Dezember 1921 | Cleveland Indians (3–4–0)     | 17:0     | New York Brickley Giants (0–2–0) |
| 4. Dezember 1921 | Akron Pros (8–3–1)            | 7:0      | Chicago Cardinals (3–3–1)        |
| 4. Dezember 1921 | Buffalo All-Americans (9–1–2) | 7:10     | Chicago Staleys (8–1–0)          |
| 4. Dezember 1921 | Columbus Panhandles (1–8–0)   | 6:0      | Louisville Brecks (0–2–0)        |

| Woche 12          | Woche 12                  | Woche 12 | Woche 12                    |
| Datum             | Gast                      | Punkte   | Heim                        |
| ----------------- | ------------------------- | -------- | --------------------------- |
| 11. Dezember 1921 | Canton Bulldogs (4–2–3)   | 0:10     | Chicago Staleys (9–1–0)     |
| 11. Dezember 1921 | Cleveland Indians (3–5–0) | 0:7      | Washington Senators (1–1–0) |

| Woche 13          | Woche 13                  | Woche 13 | Woche 13                    |
| Datum             | Gast                      | Punkte   | Heim                        |
| ----------------- | ------------------------- | -------- | --------------------------- |
| 18. Dezember 1921 | Canton Bulldogs (5–2–3)   | 28:14    | Washington Senators (1–2–0) |
| 18. Dezember 1921 | Chicago Cardinals (3–3–2) | 0:0      | Chicago Staleys (9–1–1)     |